# Джермейн Тейлор
Джермейн Тейлор (англ. Jermaine Taylor, нар. 14 січня 1985, округ Портланд) — ямайський футболіст, захисник клубу «Остін Болд».
Виступав, зокрема, за клуби «Портланд Тімберс» та «Х'юстон Динамо», а також національну збірну Ямайки.

## Клубна кар'єра
У дорослому футболі дебютував 2002 року виступами за команду клубу «Сент Джордж», в якій провів один сезон.
До складу клубу «Гарбор В'ю» приєднався 2003 року. Відіграв за команду з Кінгстона наступні шість сезонів своєї ігрової кар'єри.
Згодом з 2009 по 2011 рік грав у складі команд клубів «Тіволі Гарденс» та «Сент Джордж».
2011 року уклав контракт з клубом «Х'юстон Динамо», у складі якого провів наступні чотири роки своєї кар'єри гравця. Більшість часу, проведеного у складі «Х'юстон Динамо», був основним гравцем захисту команди.
До складу клубу «Портланд Тімберс» приєднався 2016 року. Відтоді встиг відіграти за команду з Портланда 23 матчі у національному чемпіонаті.
24 січня 2017 року уклав однорічний контракт з клубом «Міннесота Юнайтед». У складі останніх провів лише 14 матчів.
23 січня 2019 року Джермейн уклав контракт з клубом USL «Остін Болд».

## Виступи за збірну
2004 року дебютував в офіційних матчах у складі національної збірної Ямайки. Провів у формі головної команди країни 101 матч.
У складі збірної був учасником розіграшу Золотого кубка КОНКАКАФ 2005 року в США, розіграшу Золотого кубка КОНКАКАФ 2011 року в США, розіграшу Золотого кубка КОНКАКАФ 2015 року в США та Канаді, де разом з командою здобув «срібло», розіграшу Кубка Америки 2015 року в Чилі, розіграшу Кубка Америки 2016 року в США.

## Титули і досягнення

### Клубні
- «Гарбор В'ю»

Чемпіон Ямайки (1): 2007
Володар Кубка CFU (1): 2007
- «Х'юстон Динамо»

Чемпіон Східної конференції (2): 2011, 2012

### Збірна
- Ямайка

Володар Карибського кубка (3): 2005, 2010, 2014
- Срібний призер Золотого кубка КОНКАКАФ: 2015, 2017